# Hoffland
Hoffland este o localitate din comuna Ålesund, provincia Møre og Romsdal, Norvegia, cu o suprafață de 0,31 km² și o populație de 662 locuitori (2013).